# Clasine Neuman

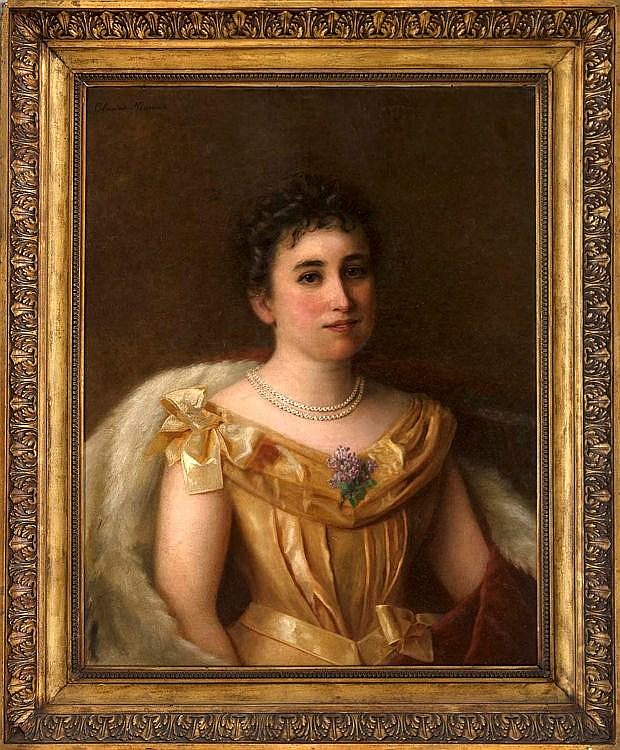
Portret van een jonge vrouw met parelsnoer

Clasina Carolina Frederica (Clasine) Neuman (Amsterdam, 10 februari 1851 – Den Haag, 2 november 1908) was een Nederlands schilder en tekenaar.

## Leven en werk
Neuman werd geboren aan de Bloemgracht als dochter van de schilder Johan Heinrich Neuman en  Aletta Catharina Petronella Elisabeth Theunisz. Ze leerde de eerste beginselen van het vak van haar vader en werd verder opgeleid aan de Rijksnormaalschool voor Teekenonderwijzers in Amsterdam. Ze schilderde en tekende stillevens, genrevoorstellingen en portretten, waaronder een van haar vader.
Neuman woonde en werkte in Amsterdam, tot ze in 1891 verhuisde naar Den Haag. Ze was lid van Arti et Amicitiae en het Genootschap Kunstliefde. Ze kwam tot driemaal toe niet door de ballotage van de Pulchri Studio, waarop haar vader begin 1895 een boze brief schreef naar het bestuur. Hij opperde dat de heren mogelijk bang waren voor de concurrentie van dames. Het mocht niet baten. Neuman exposeerde onder andere bij diverse tentoonstellingen van Levende Meesters en de Nationale Tentoonstelling van Vrouwenarbeid 1898. In 1901 behaalde ze de tweede plaats op een kunsttentoonstelling in Parijs. Haar werk is onder meer opgenomen in de collecties van het Kunstmuseum Den Haag en het Frans Hals Museum.
De schilderes overleed in 1908, op 57-jarige leeftijd. Een jaar later werd het werk dat was achtergelaten in haar atelier geveild bij de Haagse Kunstkring.

## Schilderijen (selectie)

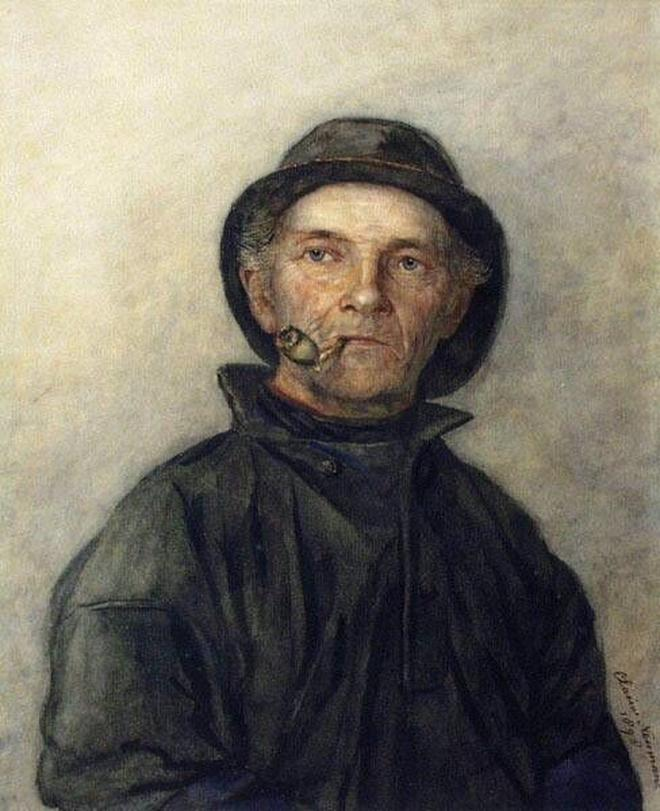
Rokende visser (1898), Frans Hals Museum
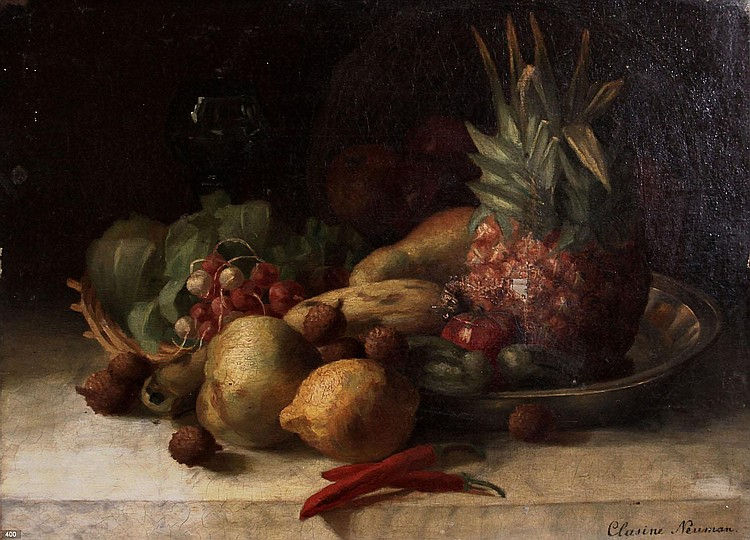
Stilleven van exotische vruchten
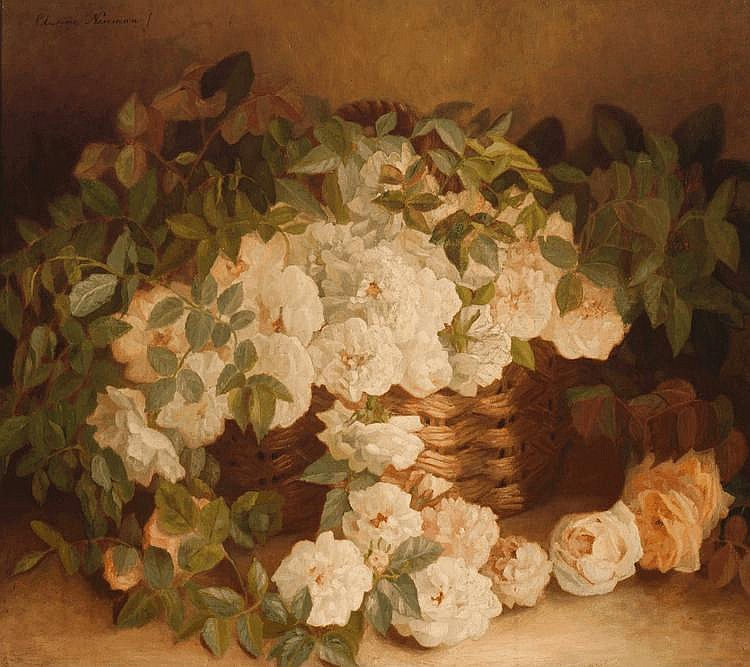
Wilde rozen in een gevlochten mand
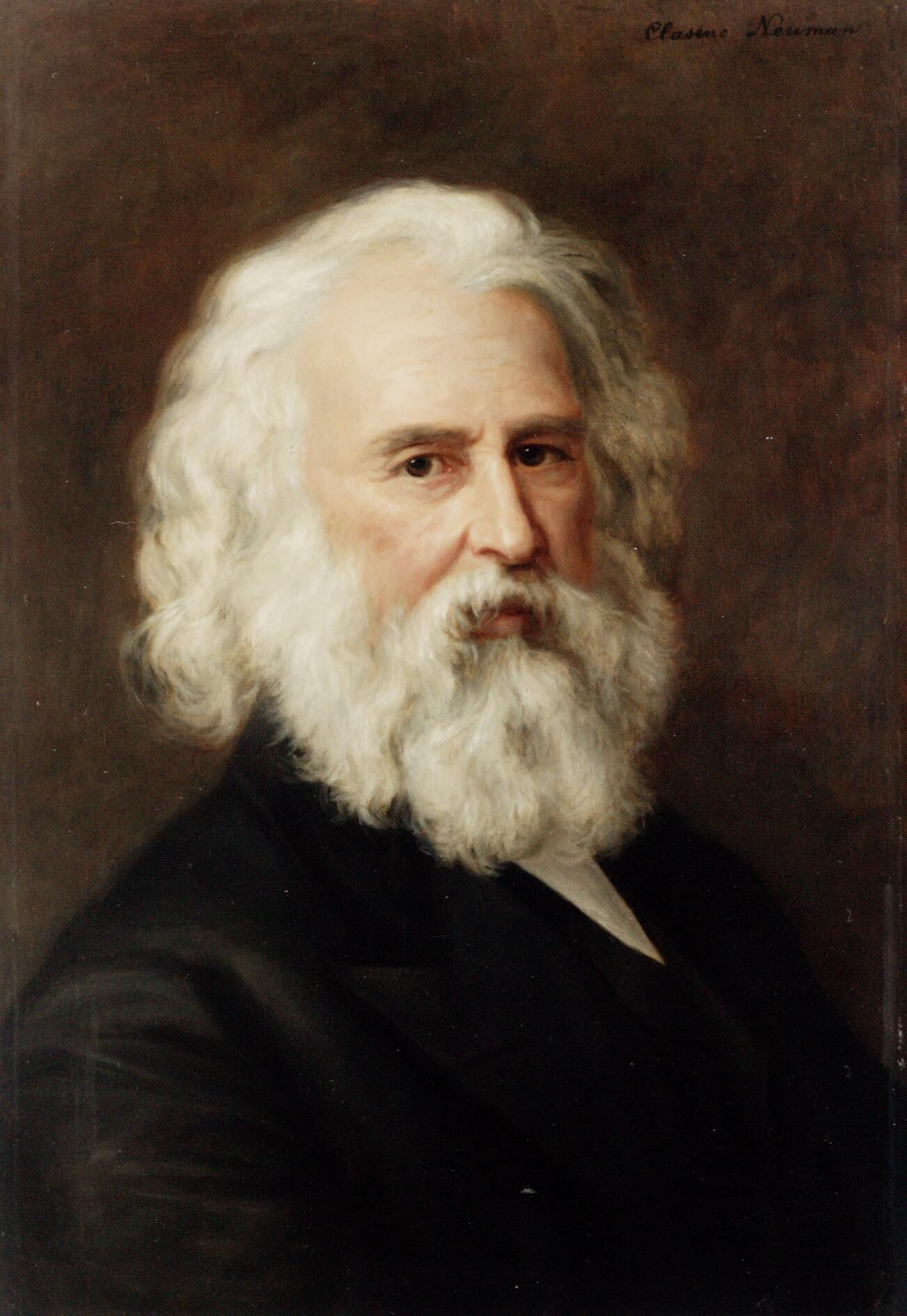
Portret van een man
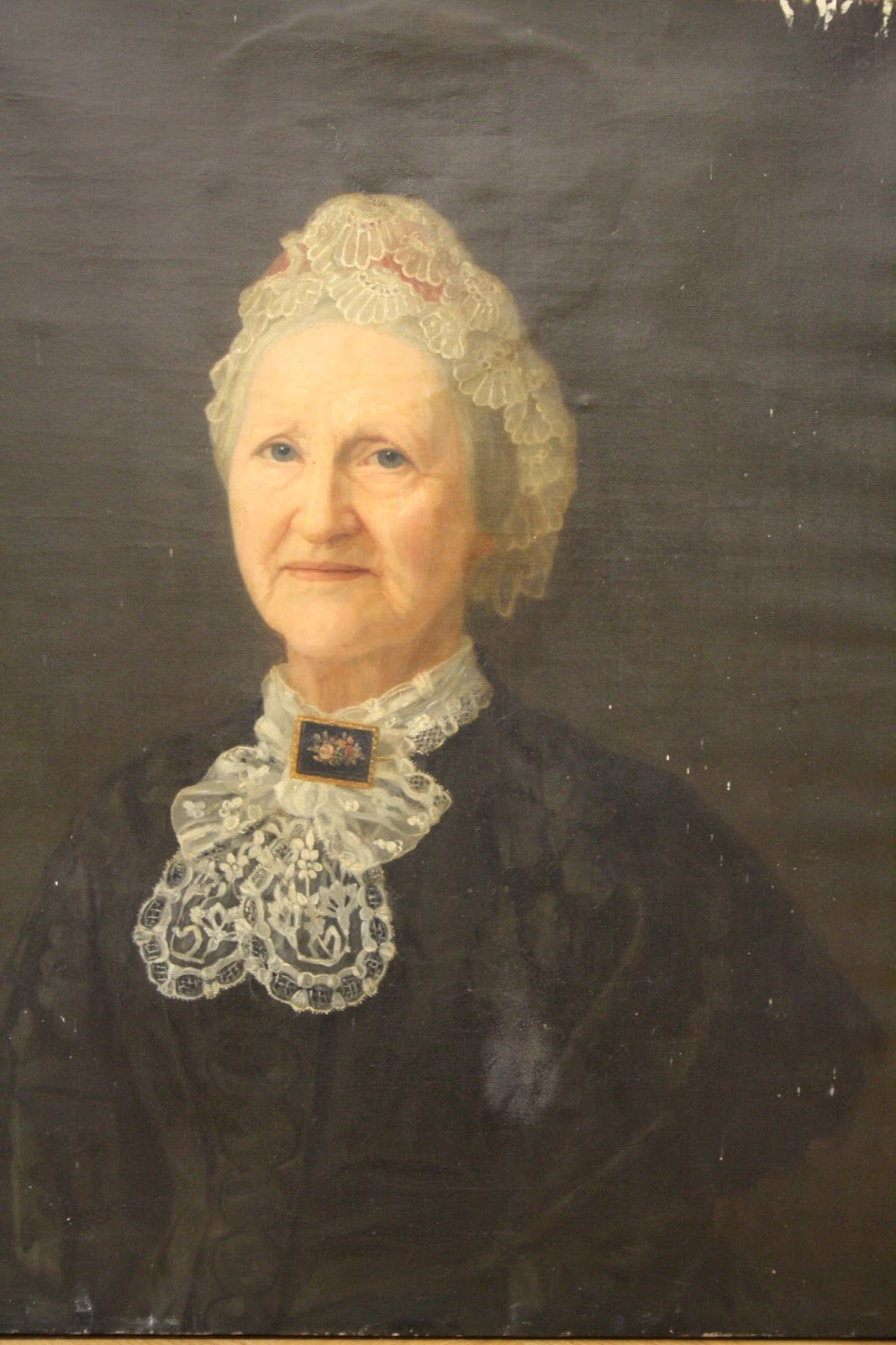
Onbekende vrouw
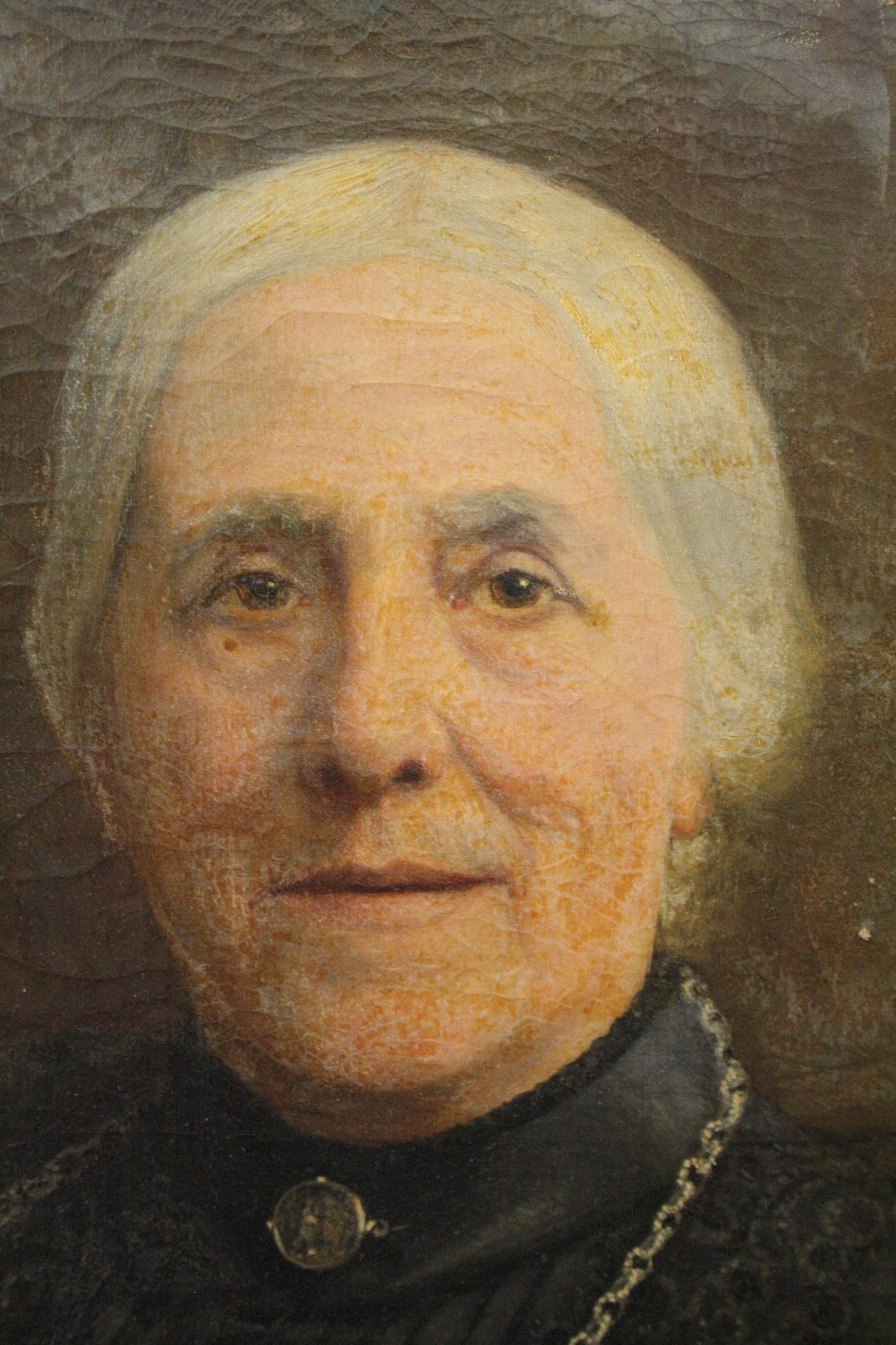
Onbekende vrouw

- Biografisch Portaal: 80890661
- Nederlandse Thesaurus van Auteursnamen: 271617454
- RKD-Nederlands Instituut voor Kunstgeschiedenis: 89328
- Union List of Artist Names: 500075477
- Virtual International Authority File: 96214710